# Slaktbår
Slaktbår är ett arbetsredskap för slaktare och har samma funktion som slaktbänken. Den stora skillnaden är dess utformning som inte påminner om slaktbänkens stående, sågbocksliknande form. Istället ligger slaktbåren direkt på golvet med två parallella rör ihopsvetsade med två gemensamma metallämnen. 
Slaktbåren används för nöt/storboskap och djur i liknande storlek, exempelvis älg och andra större hjortar.